# 斯捷普基夫卡 (佩爾沃邁斯基區)
47°53′26″N 30°54′18″E / 47.89056°N 30.90500°E
斯泰普基夫卡（烏克蘭語：Степківка）是位於烏克蘭南部的村莊，由尼古拉耶夫州的五一城區負責管轄。該村始建於1817年，面積0.03平方公里，海拔高度136米，2001年人口1,130。